# 經濟部產業技術司
經濟部產業技術司（簡稱技術司）為中華民國經濟部所屬機關，主管我國產業技術研發相關業務，透過創新科技專案發展關鍵技術、布局新興前瞻科技。

## 歷史沿革

### 科技顧問室（1979~1993年4月31日）
- 1979年經濟部依據「科學技術發展方案」設立「科技顧問室」，並啟動法人科技專案，支援產業技術研發。
- 1984年因應經濟發展之技術引進與發展的需要，時任經濟部長徐立德擴大科技顧問室員額編制[1]，並禮聘具工業科技專長之時任國立中山大學工學院院長谷家恆博士擔任科技顧問室主任、旅美學人李慶中擔任科技顧問室副主任[2]。

- 1984年經濟部核定工研院「超大型積體電路(VLSI)計畫」，並於1987年促使工研院衍生成立「台灣積體電路製造公司」，為臺灣首創專業晶圓代工的開端[3]。

### 經濟部技術處（1993年5月1日~2023年9月25日）
- 1993年5月1日科技顧問室改制為「技術處」[4]。
- 1997年啟動業界科技專案，促進企業積極投入。
- 2001年啟動學界科技專案，導引創新及學界能量。

### 經濟部產業技術司（2023年9月26日~迄今）
- 2023年5月16日立法院三讀通過「經濟部組織法修正案」，於同年9月26日更名為「產業技術司」。

## 歷任首長

### 經濟部科技顧問室主任
- 谷家恆 (1984~1985)
- 李慶中 (1986~1987)
- 施顏祥 (1987~1992)
- 陳昭義 (1992~1993)

### 經濟部技術處處長
- 陳昭義 (1993~1997)
- 黃重球 (1997~2006)
- 杜紫軍 (2006~2009)
- 吳明機 (2009~2012)
- 林全能 (2012~2015)
- 傅偉祥 (2015~2017)
- 羅達生 (2017~2020)
- 邱求慧 (2020~2023年9月25日)

### 經濟部產業技術司司長
- 邱求慧 (2023年9月26日~2025年3月26日)
- 郭肇中 (2025年3月26日~迄今)

## 組織架構
- 司長
  - 副司長

單位
- 科技政策科
- 科專管理科
- 創新創業科
- 電子資通科
- 機電運輸科
- 生醫材化科

## 外部連結
- 經濟部產業技術司網站
- 解密科技寶藏網站 （页面存档备份，存于）
- 解密科技寶藏FB粉絲頁 （页面存档备份，存于）
- 解密科技寶藏Youtube頻道
- 解密科技寶藏Instagram